# NGC 5456
NGC 5456 is een lensvormig sterrenstelsel in het sterrenbeeld Ossenhoeder. Het hemelobject werd op 7 februari 1862 ontdekt door de Duits-Deense astronoom Heinrich Louis d'Arrest.

## Synoniemen
- UGC 9004
- MCG 2-36-36
- ZWG 74.89
- PGC 50213